# Гетто в Млаве
Гетто в Млаве — еврейское гетто, созданное нацистами в период оккупации территории Польши во время Второй мировой войны. Существовало с декабря 1940 года по декабрь 1942 года.

## Гетто
Гетто во Млаве было создано нацистами в декабре 1940 года. До этого около 3000 евреев было отобрано и отправлено из города в пересыльный лагер в Дзялдово. После чего в городе осталось 2450 евреев, которых и переселили в гетто. Оно занимало площадь около 30 гектаров и находилось на улицах: Варшавская, Длуга, Плоцкая и Шевская. Сначала оно было открытым. Но уже в мае 1941 года его обнесли кирпичной стеной и забором из колючей проволоки. В период с ноября 1939 года по ноябрь 1942 года в гетто было заключено более 6000 евреев из Млавы, Серпца, Дробина, Радзанова, Шренска, Зелуня, Макова-Мазовецкого, Пшасныша, Кучборка, Бежуна, Лидзбарка, Рыпина и Липно.
Первым председателем юденрата в 1940 года стал Элиэзер Перлмутер. 24 января 1942 года он был арестован нацистами, а затем — убит на допросе. Следующим председателем юденрата гетто стал Палтиель Цегла. После него эта должность перешла к Менделю Чарко. Председателем еврейского суда был Герман Мордович, а главой еврейской полиции — Менахе Давидсон. В декабре 1941 года он был арестован за то, что не предотвратил контрабанду продуктов питания в гетто. Позже нацисты его отправили в лагерь смерти Освенцим.
Нехватка продовольствия было большой проблемой в гетто. Контрабанда продуктов была единственным способом избежать голода. Юденрат платил взятки и благодаря им немцы какое-то время закрывали глаза на это. В ноябре 1941 года численность узников гетто была удвоена и достигла 5000 человек — туда были переселены евреи из Шренска, Радзанува и Зелуня.

## Ликвидация гетто
Окончательной ликвидации гетто предшествовали аресты и убийства евреев, например, за контрабанду продуктов. Так 18 апреля 1942 года было убито 4 человека. 17 июня 1942 года  было повешено 50 человек за «высокомерное и вызывающее» поведение во время казни евреев, которая состоялась 4 июня.
К концу октября — началу ноября 1942 года все евреи, работавшие в трудовых лагерях или на частных фермах, были возвращены обратно в гетто Млавы. Немецкие полицейские начали тщательно патрулировали его периметр. 2 ноября из гетто Стегово было привезено много пожилых и больных людей. 6 ноября в гетто Млавы доставили еще около тысячи евреев из Цеханова .
10 ноября 1942 года была осуществлена первая депортация стариков и больных из Млавы. Среди них были раввин Лихтинг, а также пожилые и больные из гетто Стегово и Цеханув. Предполагается, что все они были депортированы в Треблинку. 13 и 17 ноября состоялись еще две депортации — в Освенцим. После третьей депортации, прошедшей 17 ноября, в гетто Млавы остались всего несколько сотен евреев, но уже на следующий день туда перевели около пяти тысяч человек из Макова-Мазовецкого. 24 ноября 1942 года еще более тысячи евреев из Стегово были переведены в гетто Млавы.
Все они, от шести до семи евреев, были переведены в Освенцим. Последняя депортация состоялась 10 декабря 1942 года. К концу 1942 года большинство евреев Млавы и ее окрестностей было уничтожено в Освенциме.
К окончанию войны только 40 евреев из Млавы смогли пережить лагеря.